# Zespół Regionalny Błędowice

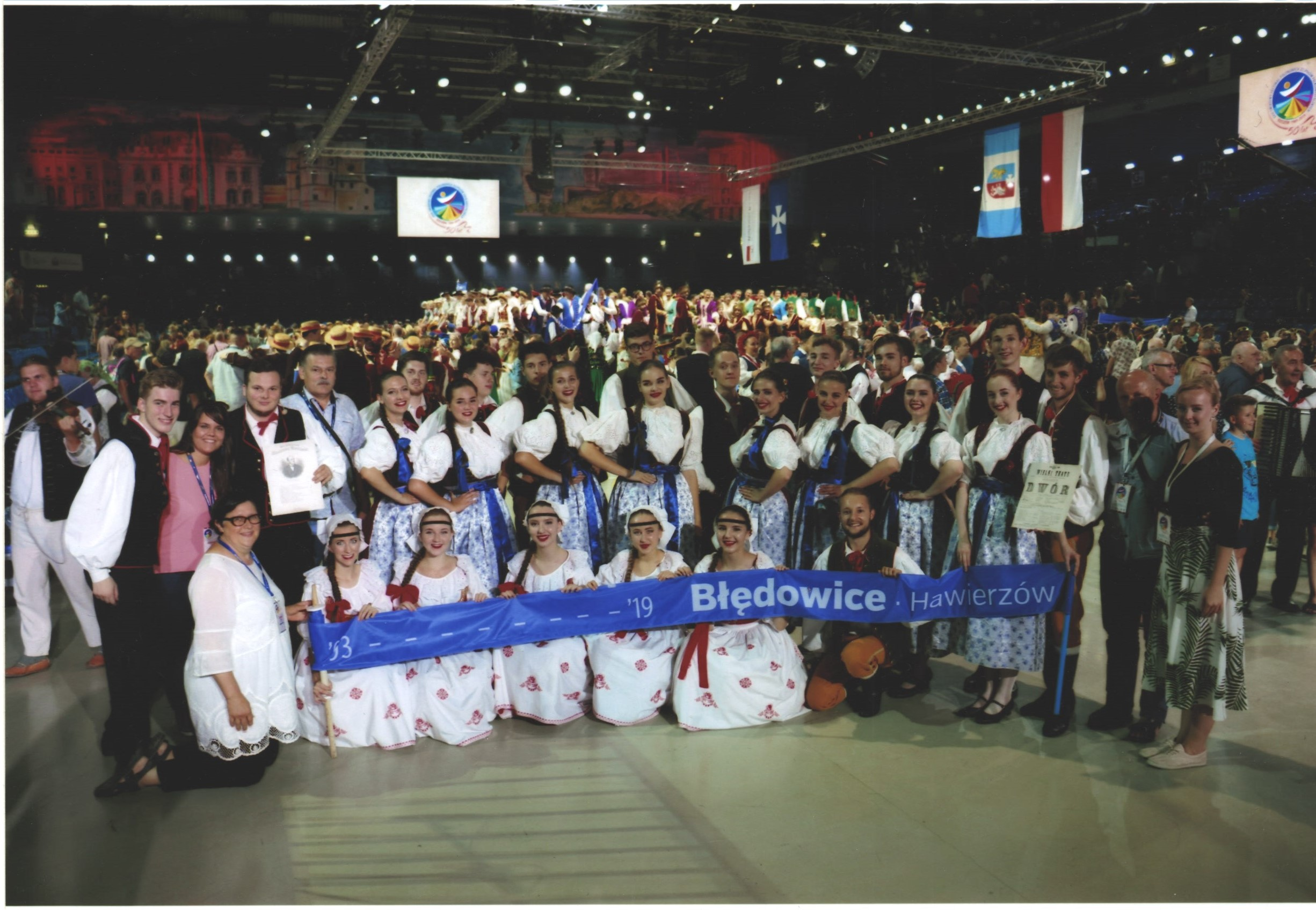
ZR Błędowice na festiwalu w Rzeszowie 2019

Zespół Regionalny Błędowice, ZR Błędowice – zespół folklorystyczny działający w Błędowicach w kraju morawsko-śląskim w Czechach, pokazujący tańce, pieśni i tradycje regionu.

## Historia zespołu
Pierwszy występ zespołu odbył się w roku 1983. Pod koniec lata w czasie tradycyjnych Dożynek Śląskich grupa młodych ludzi zaprezentowała wiązankę tańców śląskich i piosenek przygotowanych pod kierownictwem Dagmar Palarčík. Grupa młodzieży zafascynowana folklorem utworzyła po pewnym czasie zespół. Kierownictwo artystyczne oraz organizacyjne obejmowali kolejno Tadeusz Farny, Adam Palowski, Marcin Pisula, Sabina Glac, Dorota Pawlas, Krystian Olszowski.
Przy przygotowaniu programów korzystano z miejscowych źródeł i fachowych opracowań, a przede wszystkim z układów tanecznych i pomysłowości wymienionego już Adama Palowskiego. Pod kierownictwem Adama Palowskiego przygotowano w latach 1986, 1988 i 1991 najciekawsze widowiska jako – obrazek górniczy: Skok przez skórę, widowiska całowieczorowe: Postawiym ci moja oraz Ej zolyty, zolyteczki.
Programy udało się zaprezentować w czasie Festiwalu Polonijnych Zespołów Folklorystycznych w Rzeszowie w latach 1986 i 1990, Ogólnopaństwowego Festiwalu Folklorystycznego w Strażnicy w roku 1987, Tygodniu Kultury Beskidzkiej w Wiśle i okolicy w latach 1989 i 1991. Następne ważne występy odbyły się podczas pobytu na Litwie w środowisku tamtejszych Polaków.
W roku 1989 powstała kapela Kamraci, która przygrywa do tańca i śpiewu na występach. W roku 1993 zespół przestał istnieć. Kapela występowała od tej pory jako samodzielna grupa prezentująca pieśni i tańce Śląska Cieszyńskiego w Czechach, Polsce i Holandii.
8 maja 2004 roku Dagmar Palarčík zainicjowała powstanie „Zespołu Regionalnego Błędowianie w Błędowicach”. Dwa lata później powstała również grupa „Mali Błędowianie”, której celem stała się pielęgnacja tradycji poprzez widowiska, taniec i śpiew.  W 2009  do kierownictwa dołączył Marcin Pisula. W prowadzeniu Małych Błędowian służyły pomocą Jolanta Kożusznik oraz Henryka Łabudek. Jesienią roku 2013 Dagmar Palarčík oddała opiekę i kierownictwo tancerce Sabinie Glac, która zaraz wzięła na swoje barki przygotowanie jubileuszu 30-lecia zespołu pt. „Andrzejkowe wróżyni, z życzyniami chodzyni". Wraz z nowym kierownictwem zespół powrócił do swojej pierwotnej nazwy „Zespół Regionalny Błędowice”, a Dagmara Palarčík razem z Henryką Łabudek i przy pomocy Jolanty Kożusznik zajęły się prowadzeniem młodszej grupy w „Małych Błędowianach”.
Od roku 2014 do prowadzenia zespołu razem z Sabiną Glac dołączyła Dorota Pawlasová. 
W 2018 roku przygotowany został występ jubileuszowy 35-lecie pt. "Posłóchejcie, szuhajkowie...", scenariusz do przedstawienia jubileuszowego został opracowane przez polonistkę Polskiego Gimnazjum imienia Juliusza Słowackiego w Czeskim Cieszynie Lidię Kosiec, śpiewaczkę w chórku „Kamraci z Kamratkami”.
W roku 2019 kierownikiem organizacyjnym została Dorota Pawlas, a artystyczne kierownictwo przejął Krystian Olszowski. W tym samym roku zespół po 29 latach wyjechał na Festiwal Polonijnych Zespołów Folklorystycznych w Rzeszowie. 
W latach 2020–2022 podczas pandemii koronawirusa zespół przeniósł część swej działalności do sieci internetowej. Za działalność online zespół otrzymał nagrodę w plebiscycie PZKO "Inicjatywy PZKO 2020". 
W roku 2022 kierowniczkami artystycznymi zespołu zostały Anna Kadłubiec oraz Weronika Siwek. Zespołowi po krótkiej przerwie udaje się wyjechać na międzynarodowy folklorystyczny festiwal do Macedonii Północnej, występuje na gali jubileuszowej Zarządu Głównego PZKO oraz na występach dla lokalnych stowarzyszeń promując polski folklor w Republice Czeskiej oraz w Europie. 
Zespołowi do występów przygrywa Kapela Partyja lub Kapela Kamraci. Przy wielu występach towarzyszy mu także grupa śpiewacza „Kamraci z Kamratkami” – w skład wchodzą przeważnie osoby związane z zespołem. Czasami występuje także z Dziecięcym Zespołem Folklorystycznym Mali Błędowianie.